# Buscador de satélites

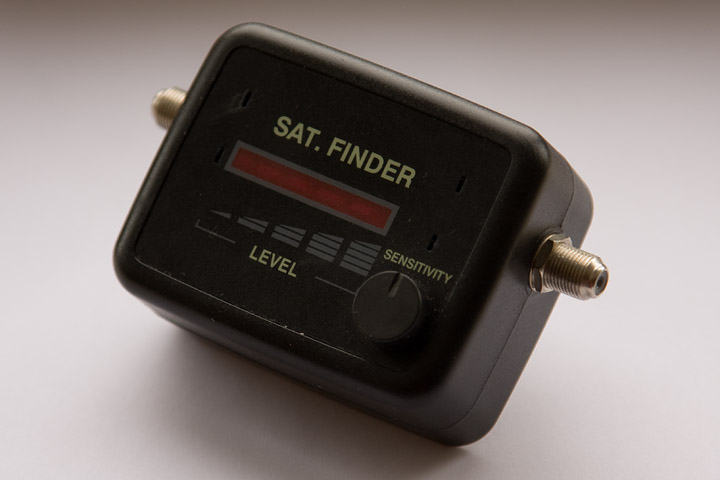
Buscador de satélites

Un buscador de satélites (o sat finder) es un medidor de señal de satélite utilizado para orientar con precisión una antena parabólica hacia los satélites de comunicaciones en órbita geoestacionaria.
Por lo general los modelos sencillos están provistos de un s-meter y un potenciómetro de sensibilidad. Al apuntar la antena hacia el satélite, el s-meter se satura, entonces, se puede ajustar la sensibilidad para poder alinear con más precisión. El SAT FINDER debe colocarse entre el  Low-Noise Block Down Converter  (LNB) y el receptor de satélite.

## Usos
Los antenistas los utilizan frecuentemente para orientar las  antenas de recepción de radio y televisión y obtener así la mejor señal, tanto para la televisión terrestre como para la que se emite vía satélite y luego para medir la señal llega a las tomas de usuario, para verificar que lo hace adecuadamente.
También es utilizado para localizar emisiones de señales electromagnéticas, (ondas de radio, generalmente), que en algún momento pudieran interferir en otros canales.